# Весногірське
Весногі́рське —  село в Україні, у Роменському районі Сумської області. Населення становить 47 осіб. Входить до складу Вільшанської сільської громади.

## Географія
Село Весногірське знаходиться між річками Сула і Вільшанка (3-4 км). На відстані 1,5 км розташовані села Реви, Вільшана, Лікарівщина і Мірки. По селу протікає пересихаючий струмок з загатою. Поруч проходить автомобільна дорога Н07.

## Історія
- 12 червня 2020 року, відповідно до розпорядження Кабінету Міністрів України № 723-р «Про визначення адміністративних центрів та затвердження територій територіальних громад Сумської області», село увійшло до складу Вільшанської сільської громади[1].
- 19 липня 2020 року, в результаті адміністративно-територіальної реформи та ліквідації  Недригайлівського району, громада увійшла до складу новоутвореного Роменського району[2].

## Населення

### Мова
Розподіл населення за рідною мовою за даними перепису 2001 року:
| Мова       | Кількість | Відсоток |
| ---------- | --------- | -------- |
| українська | 45        | 95.74%   |
| російська  | 2         | 4.26%    |
| Усього     | 47        | 100%     |